# Polystilifera
Polystilifera es un orden de gusanos perteneciente a la clase Hoplonemertea.

## Familias
- Armaueriidae
- Balaenanemertidae
- Brinkmanniidae
- Buergeriellidae
- Chuniellidae
- Dinonemertidae
- Drepanobandidae
- Drepanogigantidae
- Drepanophorellidae
- Drepanophoridae
- Drepanophoringiidae
- Nectonemertidae
- Pachynemertidae
- Paradrepanophoridae
- Pelagonemertidae
- Phallonemertidae
- Planktonemertidae
- Protopelagonemertidae
- Siboganemertidae
- Uniporidae